# دهستان گاودول غربی
دهستان گاودول غربی با مرکزیت روستای بایقوت یکی از دهستان‌های استان آذربایجان شرقی است که در بخش مرکزی شهرستان ملکان واقع شده‌است.